# Stanley Brard

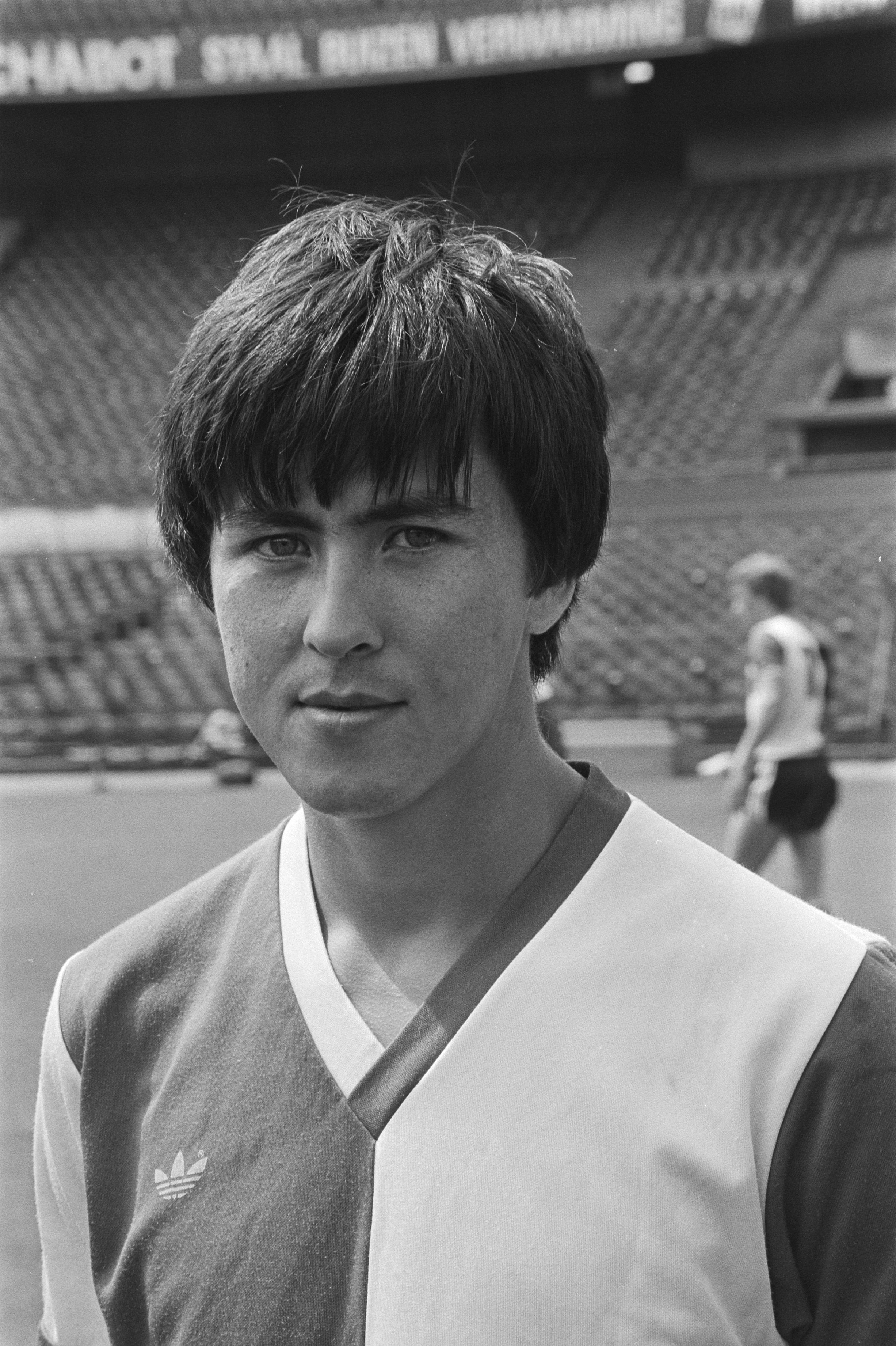
Stanley Brard in 1982

Stanley Brard (Den Haag, 24 oktober 1958) is een Nederlands oud-voetballer. Hij speelde op de linksbackpositie bij Feyenoord en RKC en werkt tegenwoordig als jeugdtrainer.

## Carrière als voetballer
Brards voetbalcarrière begon in de jeugd van CWP in Den Haag. Na zijn overstap naar RKSV Lenig en Snel werd hij gescout voor de jeugd van Feyenoord en een paar jaar later debuteerde hij in het eerste tegen FC Twente (1-1). Het beste seizoen van Brard was het seizoen 1983/84, dit was het seizoen dat Johan Cruijff bij Feyenoord speelde. Brard werd in dit seizoen ook wel het linkerbeen van Cruijff genoemd. Cruijff wilde in zijn laatste jaar als profvoetballer een medespeler voor zich hebben die meeverdedigde en verhinderde dat de rechtervleugelverdediger van de tegenpartij kon opkomen. Toen Pierre Vermeulen, de linkerspits van Feyenoord, daar niet aan voldeed, zorgde Cruijff dat linkervleugelverdediger Brard linksbuiten kwam te staan in plaats van Vermeulen.
In 1986 vertrok Brard naar RKC, waar hij nog zeven seizoenen speelde. In het seizoen 1987/1988 promoveerde hij met RKC naar de Eredivisie, waar ze tot 2007 in zouden blijven spelen.
In 1990, gedurende zijn voetbalcarrière, werd Brard veroordeeld tot een werkstraf van 120 uur en vier maanden voorwaardelijke gevangenisstraf. Tussen 1980 en 1988 was Brard betrokken bij een ontduiking van 4,5 miljoen gulden aan sociale premies en belasting. De rechtbank achtte bewezen dat Brard, als administratief medewerker, actief meewerkte aan de fraude.

### Carrière als trainer
Brard is nog actief geweest als speler bij het Rotterdamse ZwartWit 28 (inmiddels opgeheven). Daarna is hij nog trainer geweest van de toenmalige eersteklasser vv Capelle. ( Er bestond toen nog geen hoofdklasse zaterdag en al helemaal geen 2e of 3e divisie)
Na zijn voetbalcarrière werd hij jeugdtrainer bij Vitesse en later werd hij daar coach van het tweede elftal.
In de zomer van 2000 werd hij trainer van ADO Den Haag, als opvolger van Rob Meppelink. De samenwerking verliep echter niet voorspoedig en al in april van zijn eerste seizoen werd hij aan de kant geschoven voor Piet de Zoete. Brard kreeg de taak van technisch directeur toegespeeld, maar leverde die functie na enkele maanden alweer in om jeugdtrainer bij Nagoya Grampus Eight in Japan te worden.
In 2005 keerde Brard terug bij Feyenoord, waar hij de functie van hoofd jeugdopleidingen bekleedde. In deze functie oogstte hij veel lof. De opleiding werd in de acht jaren waarin Brards de scepter zwaaide over Sportcomplex Varkenoord vijf maal uitgeroepen tot beste jeugdopleiding van Nederland. Veel jeugdspelers bij Feyenoord braken door in de jaren dat Brard bij Feyenoord werkzaam was, onder wie Georgino Wijnaldum, Bruno Martins Indi, Stefan de Vrij, Jordy Clasie, Kelvin Leerdam en Tonny Vilhena.
In juni 2013 vertrok hij naar Azerbeidzjan om daar voor Qäbälä PFK de jeugdopleiding op te zetten. Eind 2015 verliet hij de club, om sportief directeur te worden bij Nagoya Grampus. Het avontuur in Japan werd echter al na een jaar beëindigd, nadat de voormalige top-ploeg degradeerde uit de hoogste divisie. In januari 2020 werd bekend dat Brard wederom de functie van hoofd opleidingen bekleedt bij Feyenoord Academy. Op 19 maart 2021 maakte Feyenoord bekend dat de club na afloop van het seizoen afscheid zou nemen van Brard. Rini Coolen werd tot opvolger benoemd.

### Familie
Stanley Brard is een neef van Patty Brard (Nederlandse tv-persoonlijkheid en ex-zangeres van meidengroep Luv') en een zwager van oud-voetballer Wim Jansen. Zijn zonen Bryan en Dane speelden in de Indonesische voetbalcompetitie. Zijn zoon Joshua Brard speelde betaald voetbal voor TOP Oss.

## Carrièrestatistieken
| seizoen | club      | wedstrijden | goals | competitie     |
| ------- | --------- | ----------- | ----- | -------------- |
| 1976/77 | Feyenoord | 0           | 0     | Eredivisie     |
| 1977/78 | Feyenoord | 21          | 1     | Eredivisie     |
| 1978/79 | Feyenoord | 34          | 2     | Eredivisie     |
| 1979/80 | Feyenoord | 19          | 1     | Eredivisie     |
| 1980/81 | Feyenoord | 31          | 1     | Eredivisie     |
| 1981/82 | Feyenoord | 32          | 1     | Eredivisie     |
| 1982/83 | Feyenoord | 4           | 0     | Eredivisie     |
| 1983/84 | Feyenoord | 18          | 3     | Eredivisie     |
| 1984/85 | Feyenoord | 21          | 1     | Eredivisie     |
| 1985/86 | Feyenoord | 25          | 0     | Eredivisie     |
| 1986/87 | RKC       | 35          | 2     | Eerste divisie |
| 1987/88 | RKC       | 36          | 11    | Eerste divisie |
| 1988/89 | RKC       | 32          | 4     | Eredivisie     |
| 1989/90 | RKC       | 34          | 1     | Eredivisie     |
| 1990/91 | RKC       | 30          | 4     | Eredivisie     |
| 1991/92 | RKC       | 11          | 0     | Eredivisie     |
| 1992/93 | RKC       | 6           | 0     | Eredivisie     |

## Erelijst
Feyenoord
- Nederlands landskampioenschap

1984
- KNVB beker

1980, 1984